# ニコニコ大会 追ひつ追はれつ
『ニコニコ大会 追ひつ追はれつ』（にこにこたいかい おひつおはれつ）は、1946年に日本で公開された映画。
監督は川島雄三。短編喜劇映画上映会であるニコニコ大会向けに製作された本作では、当時としては珍しくキスシーンが採用されている。日本映画初のキスシーンは『はたちの青春』が挙げられることが多いが、本作の公開は『はたちの青春』より4ヶ月ほど早い。

## スタッフ
- 監督：川島雄三
- 原作：サトウ・ハチロー
- 脚本：伏見晁

## キャスト
- 森川信
- 空あけみ
- 山茶花究
- 幾野道子
- 日守新一